# 1985年のアメリカンリーグチャンピオンシップシリーズ
1985年の野球において、メジャーリーグベースボール（MLB）のポストシーズンは10月8日に開幕した。アメリカンリーグの第17回リーグチャンピオンシップシリーズ（17th American League Championship Series、以下「リーグ優勝決定戦」と表記）は、同日から16日にかけて計7試合が開催された。その結果、カンザスシティ・ロイヤルズ（西地区）がトロント・ブルージェイズ（東地区）を4勝3敗で下し、5年ぶり2回目のリーグ優勝およびワールドシリーズ進出を果たした。
リーグ優勝決定戦は1969年の開始以来、1984年までの16年間は5戦3勝制で行われてきた。それが今回から、ワールドシリーズと同じ7戦4勝制に変更された。
この年のレギュラーシーズンでは両球団は12試合対戦し、ロイヤルズが7勝5敗と勝ち越していた。今シリーズはブルージェイズが初戦から2連勝し、3勝目も先に挙げたが、ロイヤルズが第5戦から3連勝して逆転した。7戦4勝制のシリーズにおいて初戦から2連敗後の逆転制覇は、今シリーズと同じ日に先に決着したナショナルリーグ優勝決定戦でのセントルイス・カージナルスに続き、ロイヤルズがポストシーズン史上延べ9球団目である。シリーズMVPには、第5戦・第6戦の2試合連続で決勝の打点を挙げるなど、7試合で打率.348・3本塁打・5打点・OPS 1.326という成績を残したロイヤルズのジョージ・ブレットが選出された。このあとロイヤルズは、ワールドシリーズでもナショナルリーグ王者カージナルスを4勝3敗で下し、球団創設17年目で初の優勝を成し遂げた。

## 試合結果
1985年のアメリカンリーグ優勝決定戦は10月8日に開幕し、途中に移動日を挟んで9日間で7試合が行われた。日程・結果は以下の通り。
| 日付                                                      | 試合  | ビジター球団（先攻）       | スコア | ホーム球団（後攻）         | 開催球場                   | 開催球場                                         |
| --------------------------------------------------------- | ----- | -------------------------- | ------ | -------------------------- | -------------------------- | ------------------------------------------------ |
| 10月08日（火）                                            | 第1戦 | カンザスシティ・ロイヤルズ | 1－6   | トロント・ブルージェイズ   | エキシビション・スタジアム | エキシビション・スタジアムロイヤルズ・スタジアム |
| 10月09日（水）                                            | 第2戦 | カンザスシティ・ロイヤルズ | 5－6x  | トロント・ブルージェイズ   | エキシビション・スタジアム | エキシビション・スタジアムロイヤルズ・スタジアム |
| 10月10日（木）                                            |       | 移動日                     | 移動日 | 移動日                     |                            | エキシビション・スタジアムロイヤルズ・スタジアム |
| 10月11日（金）                                            | 第3戦 | トロント・ブルージェイズ   | 5－6   | カンザスシティ・ロイヤルズ | ロイヤルズ・スタジアム     | エキシビション・スタジアムロイヤルズ・スタジアム |
| 10月12日（土）                                            | 第4戦 | トロント・ブルージェイズ   | 3－1   | カンザスシティ・ロイヤルズ | ロイヤルズ・スタジアム     | エキシビション・スタジアムロイヤルズ・スタジアム |
| 10月13日（日）                                            | 第5戦 | トロント・ブルージェイズ   | 0－2   | カンザスシティ・ロイヤルズ | ロイヤルズ・スタジアム     | エキシビション・スタジアムロイヤルズ・スタジアム |
| 10月14日（月）                                            |       | 移動日                     | 移動日 | 移動日                     |                            | エキシビション・スタジアムロイヤルズ・スタジアム |
| 10月15日（火）                                            | 第6戦 | カンザスシティ・ロイヤルズ | 5－3   | トロント・ブルージェイズ   | エキシビション・スタジアム | エキシビション・スタジアムロイヤルズ・スタジアム |
| 10月16日（水）                                            | 第7戦 | カンザスシティ・ロイヤルズ | 6－2   | トロント・ブルージェイズ   | エキシビション・スタジアム | エキシビション・スタジアムロイヤルズ・スタジアム |
| 優勝：カンザスシティ・ロイヤルズ（4勝3敗 / 5年ぶり2度目） |       |                            |        |                            |                            | エキシビション・スタジアムロイヤルズ・スタジアム |

### 第1戦 10月8日
- エキシビション・スタジアム（カナダ オンタリオ州トロント）

|                            | 1 | 2 | 3 | 4 | 5 | 6 | 7 | 8 | 9 | R | H  | E |
| -------------------------- | - | - | - | - | - | - | - | - | - | - | -- | - |
| カンザスシティ・ロイヤルズ | 0 | 0 | 0 | 0 | 0 | 0 | 0 | 0 | 1 | 1 | 5  | 1 |
| トロント・ブルージェイズ   | 0 | 2 | 3 | 1 | 0 | 0 | 0 | 0 | X | 6 | 11 | 0 |

1. 勝利：デーブ・スティーブ（1勝）
2. 敗戦：チャーリー・リーブラント（1敗）
3. 審判
［球審］デーブ・フィリップス
［塁審］一塁: デイル・フォード、二塁: ジム・エバンス、三塁: テッド・ヘンドリー
［外審］左翼: ビック・ボルタジオ、右翼: デリル・カズンズ
4. 試合開始時刻: 東部夏時間（UTC-4）午後8時30分  試合時間: 2時間24分  観客: 3万9115人  気温: 57°F（13.9°C）
詳細: Baseball-Reference.com

| カンザスシティ・ロイヤルズ | カンザスシティ・ロイヤルズ | カンザスシティ・ロイヤルズ | カンザスシティ・ロイヤルズ | カンザスシティ・ロイヤルズ                                                                                                   | トロント・ブルージェイズ | トロント・ブルージェイズ | トロント・ブルージェイズ | トロント・ブルージェイズ | トロント・ブルージェイズ |
| -------------------------- | -------------------------- | -------------------------- | -------------------------- | --- | ------------------------ | ------------------------ | ------------------------ | ------------------------ | --- |
| 打順                       | 守備                       | 選手                       | 打席                       | C・リーブラントJ・サンドバーグS・バルボニF・ホワイトG・ブレットB・ビアンカラーナL・スミスW・ウィルソンP・シェリダンJ・オータ | 打順                     | 守備                     | 選手                     | 打席                     | D・スティーブE・ウィットW・アップ · ショーD・ガルシアG・オージT・フェルナンデスG・ベルL・モスビーJ・バー · フィールドC・ジョンソン |
| 1                          | 左                         | L・スミス                  | 右                         | C・リーブラントJ・サンドバーグS・バルボニF・ホワイトG・ブレットB・ビアンカラーナL・スミスW・ウィルソンP・シェリダンJ・オータ | 1                        | 二                       | D・ガルシア              | 右                       | D・スティーブE・ウィットW・アップ · ショーD・ガルシアG・オージT・フェルナンデスG・ベルL・モスビーJ・バー · フィールドC・ジョンソン |
| 2                          | 中                         | W・ウィルソン              | 両                         | C・リーブラントJ・サンドバーグS・バルボニF・ホワイトG・ブレットB・ビアンカラーナL・スミスW・ウィルソンP・シェリダンJ・オータ | 2                        | 中                       | L・モスビー              | 左                       | D・スティーブE・ウィットW・アップ · ショーD・ガルシアG・オージT・フェルナンデスG・ベルL・モスビーJ・バー · フィールドC・ジョンソン |
| 3                          | 三                         | G・ブレット                | 左                         | C・リーブラントJ・サンドバーグS・バルボニF・ホワイトG・ブレットB・ビアンカラーナL・スミスW・ウィルソンP・シェリダンJ・オータ | 3                        | 左                       | G・ベル                  | 右                       | D・スティーブE・ウィットW・アップ · ショーD・ガルシアG・オージT・フェルナンデスG・ベルL・モスビーJ・バー · フィールドC・ジョンソン |
| 4                          | DH                         | J・オータ                  | 左                         | C・リーブラントJ・サンドバーグS・バルボニF・ホワイトG・ブレットB・ビアンカラーナL・スミスW・ウィルソンP・シェリダンJ・オータ | 4                        | DH                       | C・ジョンソン            | 右                       | D・スティーブE・ウィットW・アップ · ショーD・ガルシアG・オージT・フェルナンデスG・ベルL・モスビーJ・バー · フィールドC・ジョンソン |
| 5                          | 右                         | P・シェリダン              | 左                         | C・リーブラントJ・サンドバーグS・バルボニF・ホワイトG・ブレットB・ビアンカラーナL・スミスW・ウィルソンP・シェリダンJ・オータ | 5                        | 右                       | J・バーフィールド        | 右                       | D・スティーブE・ウィットW・アップ · ショーD・ガルシアG・オージT・フェルナンデスG・ベルL・モスビーJ・バー · フィールドC・ジョンソン |
| 6                          | 二                         | F・ホワイト                | 右                         | C・リーブラントJ・サンドバーグS・バルボニF・ホワイトG・ブレットB・ビアンカラーナL・スミスW・ウィルソンP・シェリダンJ・オータ | 6                        | 一                       | W・アップショー          | 左                       | D・スティーブE・ウィットW・アップ · ショーD・ガルシアG・オージT・フェルナンデスG・ベルL・モスビーJ・バー · フィールドC・ジョンソン |
| 7                          | 一                         | S・バルボニ                | 右                         | C・リーブラントJ・サンドバーグS・バルボニF・ホワイトG・ブレットB・ビアンカラーナL・スミスW・ウィルソンP・シェリダンJ・オータ | 7                        | 三                       | G・オージ                | 右                       | D・スティーブE・ウィットW・アップ · ショーD・ガルシアG・オージT・フェルナンデスG・ベルL・モスビーJ・バー · フィールドC・ジョンソン |
| 8                          | 捕                         | J・サンドバーグ            | 右                         | C・リーブラントJ・サンドバーグS・バルボニF・ホワイトG・ブレットB・ビアンカラーナL・スミスW・ウィルソンP・シェリダンJ・オータ | 8                        | 捕                       | E・ウィット              | 左                       | D・スティーブE・ウィットW・アップ · ショーD・ガルシアG・オージT・フェルナンデスG・ベルL・モスビーJ・バー · フィールドC・ジョンソン |
| 9                          | 遊                         | B・ビアンカラーナ          | 両                         | C・リーブラントJ・サンドバーグS・バルボニF・ホワイトG・ブレットB・ビアンカラーナL・スミスW・ウィルソンP・シェリダンJ・オータ | 9                        | 遊                       | T・フェルナンデス        | 両                       | D・スティーブE・ウィットW・アップ · ショーD・ガルシアG・オージT・フェルナンデスG・ベルL・モスビーJ・バー · フィールドC・ジョンソン |
| 先発投手                   | 先発投手                   | 先発投手                   | 投球                       | C・リーブラントJ・サンドバーグS・バルボニF・ホワイトG・ブレットB・ビアンカラーナL・スミスW・ウィルソンP・シェリダンJ・オータ | 先発投手                 | 先発投手                 | 先発投手                 | 投球                     | D・スティーブE・ウィットW・アップ · ショーD・ガルシアG・オージT・フェルナンデスG・ベルL・モスビーJ・バー · フィールドC・ジョンソン |
| C・リーブラント            | C・リーブラント            | C・リーブラント            | 左                         | C・リーブラントJ・サンドバーグS・バルボニF・ホワイトG・ブレットB・ビアンカラーナL・スミスW・ウィルソンP・シェリダンJ・オータ | D・スティーブ            | D・スティーブ            | D・スティーブ            | 右                       | D・スティーブE・ウィットW・アップ · ショーD・ガルシアG・オージT・フェルナンデスG・ベルL・モスビーJ・バー · フィールドC・ジョンソン |

### 第2戦 10月9日
- エキシビション・スタジアム（カナダ オンタリオ州トロント）

|                            | 1 | 2 | 3 | 4 | 5 | 6 | 7 | 8 | 9 | 10 | R | H  | E |
| -------------------------- | - | - | - | - | - | - | - | - | - | -- | - | -- | - |
| カンザスシティ・ロイヤルズ | 0 | 0 | 2 | 1 | 0 | 0 | 0 | 0 | 1 | 1  | 5 | 10 | 3 |
| トロント・ブルージェイズ   | 0 | 0 | 0 | 1 | 0 | 2 | 0 | 1 | 0 | 2x | 6 | 10 | 0 |

1. 勝利：トム・ヘンキー（1勝）
2. 敗戦：ダン・クイゼンベリー（1敗）
3. 本塁打
KC：ウィリー・ウィルソン1号2ラン、パット・シェリダン1号ソロ
4. 審判
［球審］デイル・フォード
［塁審］一塁: ジム・エバンス、二塁: テッド・ヘンドリー、三塁: ビック・ボルタジオ
［外審］左翼: デリル・カズンズ、右翼: デーブ・フィリップス
5. 試合開始時刻: 東部夏時間（UTC-4）午後3時00分  試合時間: 3時間39分  観客: 3万4029人  気温: 65°F（18.3°C）
詳細: Baseball-Reference.com

| カンザスシティ・ロイヤルズ | カンザスシティ・ロイヤルズ | カンザスシティ・ロイヤルズ | カンザスシティ・ロイヤルズ | カンザスシティ・ロイヤルズ                                                                                               | トロント・ブルージェイズ | トロント・ブルージェイズ | トロント・ブルージェイズ | トロント・ブルージェイズ | トロント・ブルージェイズ |
| -------------------------- | -------------------------- | -------------------------- | -------------------------- | --- | ------------------------ | ------------------------ | ------------------------ | ------------------------ | --- |
| 打順                       | 守備                       | 選手                       | 打席                       | B・ブラックJ・サンドバーグS・バルボニF・ホワイトG・ブレットB・ビアンカラーナL・スミスW・ウィルソンD・モトリーH・マクレー | 打順                     | 守備                     | 選手                     | 打席                     | J・キーE・ウィットW・アップ · ショーD・ガルシアG・オージT・フェルナンデスG・ベルL・モスビーJ・バー · フィールドC・ジョンソン |
| 1                          | 左                         | L・スミス                  | 右                         | B・ブラックJ・サンドバーグS・バルボニF・ホワイトG・ブレットB・ビアンカラーナL・スミスW・ウィルソンD・モトリーH・マクレー | 1                        | 二                       | D・ガルシア              | 右                       | J・キーE・ウィットW・アップ · ショーD・ガルシアG・オージT・フェルナンデスG・ベルL・モスビーJ・バー · フィールドC・ジョンソン |
| 2                          | 中                         | W・ウィルソン              | 両                         | B・ブラックJ・サンドバーグS・バルボニF・ホワイトG・ブレットB・ビアンカラーナL・スミスW・ウィルソンD・モトリーH・マクレー | 2                        | 中                       | L・モスビー              | 左                       | J・キーE・ウィットW・アップ · ショーD・ガルシアG・オージT・フェルナンデスG・ベルL・モスビーJ・バー · フィールドC・ジョンソン |
| 3                          | 三                         | G・ブレット                | 左                         | B・ブラックJ・サンドバーグS・バルボニF・ホワイトG・ブレットB・ビアンカラーナL・スミスW・ウィルソンD・モトリーH・マクレー | 3                        | 左                       | G・ベル                  | 右                       | J・キーE・ウィットW・アップ · ショーD・ガルシアG・オージT・フェルナンデスG・ベルL・モスビーJ・バー · フィールドC・ジョンソン |
| 4                          | DH                         | H・マクレー                | 右                         | B・ブラックJ・サンドバーグS・バルボニF・ホワイトG・ブレットB・ビアンカラーナL・スミスW・ウィルソンD・モトリーH・マクレー | 4                        | DH                       | C・ジョンソン            | 右                       | J・キーE・ウィットW・アップ · ショーD・ガルシアG・オージT・フェルナンデスG・ベルL・モスビーJ・バー · フィールドC・ジョンソン |
| 5                          | 二                         | F・ホワイト                | 右                         | B・ブラックJ・サンドバーグS・バルボニF・ホワイトG・ブレットB・ビアンカラーナL・スミスW・ウィルソンD・モトリーH・マクレー | 5                        | 右                       | J・バーフィールド        | 右                       | J・キーE・ウィットW・アップ · ショーD・ガルシアG・オージT・フェルナンデスG・ベルL・モスビーJ・バー · フィールドC・ジョンソン |
| 6                          | 一                         | S・バルボニ                | 右                         | B・ブラックJ・サンドバーグS・バルボニF・ホワイトG・ブレットB・ビアンカラーナL・スミスW・ウィルソンD・モトリーH・マクレー | 6                        | 一                       | W・アップショー          | 左                       | J・キーE・ウィットW・アップ · ショーD・ガルシアG・オージT・フェルナンデスG・ベルL・モスビーJ・バー · フィールドC・ジョンソン |
| 7                          | 右                         | D・モトリー                | 右                         | B・ブラックJ・サンドバーグS・バルボニF・ホワイトG・ブレットB・ビアンカラーナL・スミスW・ウィルソンD・モトリーH・マクレー | 7                        | 三                       | G・オージ                | 右                       | J・キーE・ウィットW・アップ · ショーD・ガルシアG・オージT・フェルナンデスG・ベルL・モスビーJ・バー · フィールドC・ジョンソン |
| 8                          | 捕                         | J・サンドバーグ            | 右                         | B・ブラックJ・サンドバーグS・バルボニF・ホワイトG・ブレットB・ビアンカラーナL・スミスW・ウィルソンD・モトリーH・マクレー | 8                        | 捕                       | E・ウィット              | 左                       | J・キーE・ウィットW・アップ · ショーD・ガルシアG・オージT・フェルナンデスG・ベルL・モスビーJ・バー · フィールドC・ジョンソン |
| 9                          | 遊                         | B・ビアンカラーナ          | 両                         | B・ブラックJ・サンドバーグS・バルボニF・ホワイトG・ブレットB・ビアンカラーナL・スミスW・ウィルソンD・モトリーH・マクレー | 9                        | 遊                       | T・フェルナンデス        | 両                       | J・キーE・ウィットW・アップ · ショーD・ガルシアG・オージT・フェルナンデスG・ベルL・モスビーJ・バー · フィールドC・ジョンソン |
| 先発投手                   | 先発投手                   | 先発投手                   | 投球                       | B・ブラックJ・サンドバーグS・バルボニF・ホワイトG・ブレットB・ビアンカラーナL・スミスW・ウィルソンD・モトリーH・マクレー | 先発投手                 | 先発投手                 | 先発投手                 | 投球                     | J・キーE・ウィットW・アップ · ショーD・ガルシアG・オージT・フェルナンデスG・ベルL・モスビーJ・バー · フィールドC・ジョンソン |
| B・ブラック                | B・ブラック                | B・ブラック                | 左                         | B・ブラックJ・サンドバーグS・バルボニF・ホワイトG・ブレットB・ビアンカラーナL・スミスW・ウィルソンD・モトリーH・マクレー | J・キー                  | J・キー                  | J・キー                  | 左                       | J・キーE・ウィットW・アップ · ショーD・ガルシアG・オージT・フェルナンデスG・ベルL・モスビーJ・バー · フィールドC・ジョンソン |

### 第3戦 10月11日
- ロイヤルズ・スタジアム（アメリカ合衆国ミズーリ州カンザスシティ）

|                            | 1 | 2 | 3 | 4 | 5 | 6 | 7 | 8 | 9 | R | H  | E |
| -------------------------- | - | - | - | - | - | - | - | - | - | - | -- | - |
| トロント・ブルージェイズ   | 0 | 0 | 0 | 0 | 5 | 0 | 0 | 0 | 0 | 5 | 13 | 1 |
| カンザスシティ・ロイヤルズ | 1 | 0 | 0 | 1 | 1 | 2 | 0 | 1 | X | 6 | 10 | 1 |

1. 勝利：スティーブ・ファー（1勝）
2. 敗戦：ジム・クランシー（1敗）
3. 本塁打
TOR：ジェシー・バーフィールド1号2ラン、ランス・マリニクス1号2ラン
KC：ジョージ・ブレット1号ソロ・2号2ラン、ジム・サンドバーグ1号ソロ
4. 審判
［球審］ジム・エバンス
［塁審］一塁: テッド・ヘンドリー、二塁: ビック・ボルタジオ、三塁: デリル・カズンズ
［外審］左翼: デーブ・フィリップス、右翼: デイル・フォード
5. 試合開始時刻: 中部夏時間（UTC-5）午後7時20分  試合時間: 2時間51分  観客: 4万224人
詳細: Baseball-Reference.com

| トロント・ブルージェイズ | トロント・ブルージェイズ | トロント・ブルージェイズ | トロント・ブルージェイズ | トロント・ブルージェイズ | カンザスシティ・ロイヤルズ | カンザスシティ・ロイヤルズ | カンザスシティ・ロイヤルズ | カンザスシティ・ロイヤルズ | カンザスシティ・ロイヤルズ |
| ------------------------ | ------------------------ | ------------------------ | ------------------------ | --- | -------------------------- | -------------------------- | -------------------------- | -------------------------- | --- |
| 打順                     | 守備                     | 選手                     | 打席                     | D・アレクサンダーE・ウィットW・アップ · ショーD・ガルシアR・マリニクスT・フェルナンデスG・ベルL・モスビーJ・バー · フィールドA・オリバー | 打順                       | 守備                       | 選手                       | 打席                       | B・セイバーヘイゲンJ・サンドバーグS・バルボニF・ホワイトG・ブレットB・ビアンカラーナL・スミスW・ウィルソンP・シェリダンH・マクレー |
| 1                        | 二                       | D・ガルシア              | 右                       | D・アレクサンダーE・ウィットW・アップ · ショーD・ガルシアR・マリニクスT・フェルナンデスG・ベルL・モスビーJ・バー · フィールドA・オリバー | 1                          | 左                         | L・スミス                  | 右                         | B・セイバーヘイゲンJ・サンドバーグS・バルボニF・ホワイトG・ブレットB・ビアンカラーナL・スミスW・ウィルソンP・シェリダンH・マクレー |
| 2                        | 中                       | L・モスビー              | 左                       | D・アレクサンダーE・ウィットW・アップ · ショーD・ガルシアR・マリニクスT・フェルナンデスG・ベルL・モスビーJ・バー · フィールドA・オリバー | 2                          | 中                         | W・ウィルソン              | 両                         | B・セイバーヘイゲンJ・サンドバーグS・バルボニF・ホワイトG・ブレットB・ビアンカラーナL・スミスW・ウィルソンP・シェリダンH・マクレー |
| 3                        | 三                       | R・マリニクス            | 左                       | D・アレクサンダーE・ウィットW・アップ · ショーD・ガルシアR・マリニクスT・フェルナンデスG・ベルL・モスビーJ・バー · フィールドA・オリバー | 3                          | 三                         | G・ブレット                | 左                         | B・セイバーヘイゲンJ・サンドバーグS・バルボニF・ホワイトG・ブレットB・ビアンカラーナL・スミスW・ウィルソンP・シェリダンH・マクレー |
| 4                        | 一                       | W・アップショー          | 左                       | D・アレクサンダーE・ウィットW・アップ · ショーD・ガルシアR・マリニクスT・フェルナンデスG・ベルL・モスビーJ・バー · フィールドA・オリバー | 4                          | DH                         | H・マクレー                | 右                         | B・セイバーヘイゲンJ・サンドバーグS・バルボニF・ホワイトG・ブレットB・ビアンカラーナL・スミスW・ウィルソンP・シェリダンH・マクレー |
| 5                        | DH                       | A・オリバー              | 左                       | D・アレクサンダーE・ウィットW・アップ · ショーD・ガルシアR・マリニクスT・フェルナンデスG・ベルL・モスビーJ・バー · フィールドA・オリバー | 5                          | 二                         | F・ホワイト                | 右                         | B・セイバーヘイゲンJ・サンドバーグS・バルボニF・ホワイトG・ブレットB・ビアンカラーナL・スミスW・ウィルソンP・シェリダンH・マクレー |
| 6                        | 左                       | G・ベル                  | 右                       | D・アレクサンダーE・ウィットW・アップ · ショーD・ガルシアR・マリニクスT・フェルナンデスG・ベルL・モスビーJ・バー · フィールドA・オリバー | 6                          | 右                         | P・シェリダン              | 左                         | B・セイバーヘイゲンJ・サンドバーグS・バルボニF・ホワイトG・ブレットB・ビアンカラーナL・スミスW・ウィルソンP・シェリダンH・マクレー |
| 7                        | 捕                       | E・ウィット              | 左                       | D・アレクサンダーE・ウィットW・アップ · ショーD・ガルシアR・マリニクスT・フェルナンデスG・ベルL・モスビーJ・バー · フィールドA・オリバー | 7                          | 一                         | S・バルボニ                | 右                         | B・セイバーヘイゲンJ・サンドバーグS・バルボニF・ホワイトG・ブレットB・ビアンカラーナL・スミスW・ウィルソンP・シェリダンH・マクレー |
| 8                        | 右                       | J・バーフィールド        | 右                       | D・アレクサンダーE・ウィットW・アップ · ショーD・ガルシアR・マリニクスT・フェルナンデスG・ベルL・モスビーJ・バー · フィールドA・オリバー | 8                          | 捕                         | J・サンドバーグ            | 右                         | B・セイバーヘイゲンJ・サンドバーグS・バルボニF・ホワイトG・ブレットB・ビアンカラーナL・スミスW・ウィルソンP・シェリダンH・マクレー |
| 9                        | 遊                       | T・フェルナンデス        | 両                       | D・アレクサンダーE・ウィットW・アップ · ショーD・ガルシアR・マリニクスT・フェルナンデスG・ベルL・モスビーJ・バー · フィールドA・オリバー | 9                          | 遊                         | B・ビアンカラーナ          | 両                         | B・セイバーヘイゲンJ・サンドバーグS・バルボニF・ホワイトG・ブレットB・ビアンカラーナL・スミスW・ウィルソンP・シェリダンH・マクレー |
| 先発投手                 | 先発投手                 | 先発投手                 | 投球                     | D・アレクサンダーE・ウィットW・アップ · ショーD・ガルシアR・マリニクスT・フェルナンデスG・ベルL・モスビーJ・バー · フィールドA・オリバー | 先発投手                   | 先発投手                   | 先発投手                   | 投球                       | B・セイバーヘイゲンJ・サンドバーグS・バルボニF・ホワイトG・ブレットB・ビアンカラーナL・スミスW・ウィルソンP・シェリダンH・マクレー |
| D・アレクサンダー        | D・アレクサンダー        | D・アレクサンダー        | 右                       | D・アレクサンダーE・ウィットW・アップ · ショーD・ガルシアR・マリニクスT・フェルナンデスG・ベルL・モスビーJ・バー · フィールドA・オリバー | B・セイバーヘイゲン        | B・セイバーヘイゲン        | B・セイバーヘイゲン        | 右                         | B・セイバーヘイゲンJ・サンドバーグS・バルボニF・ホワイトG・ブレットB・ビアンカラーナL・スミスW・ウィルソンP・シェリダンH・マクレー |

### 第4戦 10月12日
- ロイヤルズ・スタジアム（アメリカ合衆国ミズーリ州カンザスシティ）

|                            | 1 | 2 | 3 | 4 | 5 | 6 | 7 | 8 | 9 | R | H | E |
| -------------------------- | - | - | - | - | - | - | - | - | - | - | - | - |
| トロント・ブルージェイズ   | 0 | 0 | 0 | 0 | 0 | 0 | 0 | 0 | 3 | 3 | 7 | 0 |
| カンザスシティ・ロイヤルズ | 0 | 0 | 0 | 0 | 0 | 1 | 0 | 0 | 0 | 1 | 2 | 0 |

1. 勝利：トム・ヘンキー（2勝）
2. 敗戦：チャーリー・リーブラント（2敗）
3. 審判
［球審］テッド・ヘンドリー
［塁審］一塁: ビック・ボルタジオ、二塁: デリル・カズンズ、三塁: デーブ・フィリップス
［外審］左翼: デイル・フォード、右翼: ジム・エバンス
4. 試合開始時刻: 中部夏時間（UTC-5）午後7時20分  試合時間: 3時間2分  観客: 4万1112人
詳細: Baseball-Reference.com

| トロント・ブルージェイズ | トロント・ブルージェイズ | トロント・ブルージェイズ | トロント・ブルージェイズ | トロント・ブルージェイズ | カンザスシティ・ロイヤルズ | カンザスシティ・ロイヤルズ | カンザスシティ・ロイヤルズ | カンザスシティ・ロイヤルズ | カンザスシティ・ロイヤルズ |
| ------------------------ | ------------------------ | ------------------------ | ------------------------ | --- | -------------------------- | -------------------------- | -------------------------- | -------------------------- | --- |
| 打順                     | 守備                     | 選手                     | 打席                     | D・スティーブE・ウィットW・アップ · ショーD・ガルシアG・オージT・フェルナンデスG・ベルL・モスビーJ・バー · フィールドC・ジョンソン | 打順                       | 守備                       | 選手                       | 打席                       | C・リーブラントJ・サンドバーグS・バルボニF・ホワイトG・ブレットB・ビアンカラーナL・スミスW・ウィルソンP・シェリダンH・マクレー |
| 1                        | 二                       | D・ガルシア              | 右                       | D・スティーブE・ウィットW・アップ · ショーD・ガルシアG・オージT・フェルナンデスG・ベルL・モスビーJ・バー · フィールドC・ジョンソン | 1                          | 左                         | L・スミス                  | 右                         | C・リーブラントJ・サンドバーグS・バルボニF・ホワイトG・ブレットB・ビアンカラーナL・スミスW・ウィルソンP・シェリダンH・マクレー |
| 2                        | 中                       | L・モスビー              | 左                       | D・スティーブE・ウィットW・アップ · ショーD・ガルシアG・オージT・フェルナンデスG・ベルL・モスビーJ・バー · フィールドC・ジョンソン | 2                          | 中                         | W・ウィルソン              | 両                         | C・リーブラントJ・サンドバーグS・バルボニF・ホワイトG・ブレットB・ビアンカラーナL・スミスW・ウィルソンP・シェリダンH・マクレー |
| 3                        | 左                       | G・ベル                  | 右                       | D・スティーブE・ウィットW・アップ · ショーD・ガルシアG・オージT・フェルナンデスG・ベルL・モスビーJ・バー · フィールドC・ジョンソン | 3                          | 三                         | G・ブレット                | 左                         | C・リーブラントJ・サンドバーグS・バルボニF・ホワイトG・ブレットB・ビアンカラーナL・スミスW・ウィルソンP・シェリダンH・マクレー |
| 4                        | DH                       | C・ジョンソン            | 右                       | D・スティーブE・ウィットW・アップ · ショーD・ガルシアG・オージT・フェルナンデスG・ベルL・モスビーJ・バー · フィールドC・ジョンソン | 4                          | DH                         | H・マクレー                | 右                         | C・リーブラントJ・サンドバーグS・バルボニF・ホワイトG・ブレットB・ビアンカラーナL・スミスW・ウィルソンP・シェリダンH・マクレー |
| 5                        | 右                       | J・バーフィールド        | 右                       | D・スティーブE・ウィットW・アップ · ショーD・ガルシアG・オージT・フェルナンデスG・ベルL・モスビーJ・バー · フィールドC・ジョンソン | 5                          | 右                         | P・シェリダン              | 左                         | C・リーブラントJ・サンドバーグS・バルボニF・ホワイトG・ブレットB・ビアンカラーナL・スミスW・ウィルソンP・シェリダンH・マクレー |
| 6                        | 一                       | W・アップショー          | 左                       | D・スティーブE・ウィットW・アップ · ショーD・ガルシアG・オージT・フェルナンデスG・ベルL・モスビーJ・バー · フィールドC・ジョンソン | 6                          | 二                         | F・ホワイト                | 右                         | C・リーブラントJ・サンドバーグS・バルボニF・ホワイトG・ブレットB・ビアンカラーナL・スミスW・ウィルソンP・シェリダンH・マクレー |
| 7                        | 三                       | G・オージ                | 右                       | D・スティーブE・ウィットW・アップ · ショーD・ガルシアG・オージT・フェルナンデスG・ベルL・モスビーJ・バー · フィールドC・ジョンソン | 7                          | 一                         | S・バルボニ                | 右                         | C・リーブラントJ・サンドバーグS・バルボニF・ホワイトG・ブレットB・ビアンカラーナL・スミスW・ウィルソンP・シェリダンH・マクレー |
| 8                        | 捕                       | E・ウィット              | 左                       | D・スティーブE・ウィットW・アップ · ショーD・ガルシアG・オージT・フェルナンデスG・ベルL・モスビーJ・バー · フィールドC・ジョンソン | 8                          | 捕                         | J・サンドバーグ            | 右                         | C・リーブラントJ・サンドバーグS・バルボニF・ホワイトG・ブレットB・ビアンカラーナL・スミスW・ウィルソンP・シェリダンH・マクレー |
| 9                        | 遊                       | T・フェルナンデス        | 両                       | D・スティーブE・ウィットW・アップ · ショーD・ガルシアG・オージT・フェルナンデスG・ベルL・モスビーJ・バー · フィールドC・ジョンソン | 9                          | 遊                         | B・ビアンカラーナ          | 両                         | C・リーブラントJ・サンドバーグS・バルボニF・ホワイトG・ブレットB・ビアンカラーナL・スミスW・ウィルソンP・シェリダンH・マクレー |
| 先発投手                 | 先発投手                 | 先発投手                 | 投球                     | D・スティーブE・ウィットW・アップ · ショーD・ガルシアG・オージT・フェルナンデスG・ベルL・モスビーJ・バー · フィールドC・ジョンソン | 先発投手                   | 先発投手                   | 先発投手                   | 投球                       | C・リーブラントJ・サンドバーグS・バルボニF・ホワイトG・ブレットB・ビアンカラーナL・スミスW・ウィルソンP・シェリダンH・マクレー |
| D・スティーブ            | D・スティーブ            | D・スティーブ            | 右                       | D・スティーブE・ウィットW・アップ · ショーD・ガルシアG・オージT・フェルナンデスG・ベルL・モスビーJ・バー · フィールドC・ジョンソン | C・リーブラント            | C・リーブラント            | C・リーブラント            | 左                         | C・リーブラントJ・サンドバーグS・バルボニF・ホワイトG・ブレットB・ビアンカラーナL・スミスW・ウィルソンP・シェリダンH・マクレー |

### 第5戦 10月13日
- ロイヤルズ・スタジアム（アメリカ合衆国ミズーリ州カンザスシティ）

|                            | 1 | 2 | 3 | 4 | 5 | 6 | 7 | 8 | 9 | R | H | E |
| -------------------------- | - | - | - | - | - | - | - | - | - | - | - | - |
| トロント・ブルージェイズ   | 0 | 0 | 0 | 0 | 0 | 0 | 0 | 0 | 0 | 0 | 8 | 0 |
| カンザスシティ・ロイヤルズ | 1 | 1 | 0 | 0 | 0 | 0 | 0 | 0 | X | 2 | 8 | 0 |

1. 勝利：ダニー・ジャクソン（1勝）
2. 敗戦：ジミー・キー（1敗）
3. 審判
［球審］ビック・ボルタジオ
［塁審］一塁: デリル・カズンズ、二塁: デーブ・フィリップス、三塁: デイル・フォード
［外審］左翼: ジム・エバンス、右翼: テッド・ヘンドリー
4. 試合開始時刻: 中部夏時間（UTC-5）午後3時35分  試合時間: 2時間21分  観客: 4万46人  気温: 70°F（21.1°C）
詳細: Baseball-Reference.com

| トロント・ブルージェイズ | トロント・ブルージェイズ | トロント・ブルージェイズ | トロント・ブルージェイズ | トロント・ブルージェイズ | カンザスシティ・ロイヤルズ | カンザスシティ・ロイヤルズ | カンザスシティ・ロイヤルズ | カンザスシティ・ロイヤルズ | カンザスシティ・ロイヤルズ                                                                                                 |
| ------------------------ | ------------------------ | ------------------------ | ------------------------ | --- | -------------------------- | -------------------------- | -------------------------- | -------------------------- | --- |
| 打順                     | 守備                     | 選手                     | 打席                     | J・キーE・ウィットW・アップ · ショーD・ガルシアG・オージT・フェルナンデスG・ベルL・モスビーJ・バー · フィールドC・ジョンソン | 打順                       | 守備                       | 選手                       | 打席                       | D・ジャクソンJ・サンドバーグS・バルボニF・ホワイトG・ブレットB・ビアンカラーナL・スミスW・ウィルソンD・モトリーH・マクレー |
| 1                        | 二                       | D・ガルシア              | 右                       | J・キーE・ウィットW・アップ · ショーD・ガルシアG・オージT・フェルナンデスG・ベルL・モスビーJ・バー · フィールドC・ジョンソン | 1                          | 左                         | L・スミス                  | 右                         | D・ジャクソンJ・サンドバーグS・バルボニF・ホワイトG・ブレットB・ビアンカラーナL・スミスW・ウィルソンD・モトリーH・マクレー |
| 2                        | 中                       | L・モスビー              | 左                       | J・キーE・ウィットW・アップ · ショーD・ガルシアG・オージT・フェルナンデスG・ベルL・モスビーJ・バー · フィールドC・ジョンソン | 2                          | 中                         | W・ウィルソン              | 両                         | D・ジャクソンJ・サンドバーグS・バルボニF・ホワイトG・ブレットB・ビアンカラーナL・スミスW・ウィルソンD・モトリーH・マクレー |
| 3                        | 左                       | G・ベル                  | 右                       | J・キーE・ウィットW・アップ · ショーD・ガルシアG・オージT・フェルナンデスG・ベルL・モスビーJ・バー · フィールドC・ジョンソン | 3                          | 三                         | G・ブレット                | 左                         | D・ジャクソンJ・サンドバーグS・バルボニF・ホワイトG・ブレットB・ビアンカラーナL・スミスW・ウィルソンD・モトリーH・マクレー |
| 4                        | DH                       | C・ジョンソン            | 右                       | J・キーE・ウィットW・アップ · ショーD・ガルシアG・オージT・フェルナンデスG・ベルL・モスビーJ・バー · フィールドC・ジョンソン | 4                          | DH                         | H・マクレー                | 右                         | D・ジャクソンJ・サンドバーグS・バルボニF・ホワイトG・ブレットB・ビアンカラーナL・スミスW・ウィルソンD・モトリーH・マクレー |
| 5                        | 右                       | J・バーフィールド        | 右                       | J・キーE・ウィットW・アップ · ショーD・ガルシアG・オージT・フェルナンデスG・ベルL・モスビーJ・バー · フィールドC・ジョンソン | 5                          | 二                         | F・ホワイト                | 右                         | D・ジャクソンJ・サンドバーグS・バルボニF・ホワイトG・ブレットB・ビアンカラーナL・スミスW・ウィルソンD・モトリーH・マクレー |
| 6                        | 一                       | W・アップショー          | 左                       | J・キーE・ウィットW・アップ · ショーD・ガルシアG・オージT・フェルナンデスG・ベルL・モスビーJ・バー · フィールドC・ジョンソン | 6                          | 一                         | S・バルボニ                | 右                         | D・ジャクソンJ・サンドバーグS・バルボニF・ホワイトG・ブレットB・ビアンカラーナL・スミスW・ウィルソンD・モトリーH・マクレー |
| 7                        | 三                       | G・オージ                | 右                       | J・キーE・ウィットW・アップ · ショーD・ガルシアG・オージT・フェルナンデスG・ベルL・モスビーJ・バー · フィールドC・ジョンソン | 7                          | 右                         | D・モトリー                | 右                         | D・ジャクソンJ・サンドバーグS・バルボニF・ホワイトG・ブレットB・ビアンカラーナL・スミスW・ウィルソンD・モトリーH・マクレー |
| 8                        | 捕                       | E・ウィット              | 左                       | J・キーE・ウィットW・アップ · ショーD・ガルシアG・オージT・フェルナンデスG・ベルL・モスビーJ・バー · フィールドC・ジョンソン | 8                          | 捕                         | J・サンドバーグ            | 右                         | D・ジャクソンJ・サンドバーグS・バルボニF・ホワイトG・ブレットB・ビアンカラーナL・スミスW・ウィルソンD・モトリーH・マクレー |
| 9                        | 遊                       | T・フェルナンデス        | 両                       | J・キーE・ウィットW・アップ · ショーD・ガルシアG・オージT・フェルナンデスG・ベルL・モスビーJ・バー · フィールドC・ジョンソン | 9                          | 遊                         | B・ビアンカラーナ          | 両                         | D・ジャクソンJ・サンドバーグS・バルボニF・ホワイトG・ブレットB・ビアンカラーナL・スミスW・ウィルソンD・モトリーH・マクレー |
| 先発投手                 | 先発投手                 | 先発投手                 | 投球                     | J・キーE・ウィットW・アップ · ショーD・ガルシアG・オージT・フェルナンデスG・ベルL・モスビーJ・バー · フィールドC・ジョンソン | 先発投手                   | 先発投手                   | 先発投手                   | 投球                       | D・ジャクソンJ・サンドバーグS・バルボニF・ホワイトG・ブレットB・ビアンカラーナL・スミスW・ウィルソンD・モトリーH・マクレー |
| J・キー                  | J・キー                  | J・キー                  | 左                       | J・キーE・ウィットW・アップ · ショーD・ガルシアG・オージT・フェルナンデスG・ベルL・モスビーJ・バー · フィールドC・ジョンソン | D・ジャクソン              | D・ジャクソン              | D・ジャクソン              | 左                         | D・ジャクソンJ・サンドバーグS・バルボニF・ホワイトG・ブレットB・ビアンカラーナL・スミスW・ウィルソンD・モトリーH・マクレー |

### 第6戦 10月15日
- エキシビション・スタジアム（カナダ オンタリオ州トロント）

|                            | 1 | 2 | 3 | 4 | 5 | 6 | 7 | 8 | 9 | R | H | E |
| -------------------------- | - | - | - | - | - | - | - | - | - | - | - | - |
| カンザスシティ・ロイヤルズ | 1 | 0 | 1 | 0 | 1 | 2 | 0 | 0 | 0 | 5 | 8 | 1 |
| トロント・ブルージェイズ   | 1 | 0 | 1 | 0 | 0 | 1 | 0 | 0 | 0 | 3 | 8 | 2 |

1. 勝利：マーク・グビザ（1勝）
2. セーブ：ダン・クイゼンベリー（1敗1S）
3. 敗戦：ドイル・アレクサンダー（1敗）
4. 本塁打
KC：ジョージ・ブレット3号ソロ
5. 審判
［球審］デリル・カズンズ
［塁審］一塁: デーブ・フィリップス、二塁: デイル・フォード、三塁: ジム・エバンス
［外審］左翼: テッド・ヘンドリー、右翼: ビック・ボルタジオ
6. 試合開始時刻: 東部夏時間（UTC-4）午後8時15分  試合時間: 3時間12分  観客: 3万7557人
詳細: Baseball-Reference.com

| カンザスシティ・ロイヤルズ | カンザスシティ・ロイヤルズ | カンザスシティ・ロイヤルズ | カンザスシティ・ロイヤルズ | カンザスシティ・ロイヤルズ                                                                                               | トロント・ブルージェイズ | トロント・ブルージェイズ | トロント・ブルージェイズ | トロント・ブルージェイズ | トロント・ブルージェイズ |
| -------------------------- | -------------------------- | -------------------------- | -------------------------- | --- | ------------------------ | ------------------------ | ------------------------ | ------------------------ | --- |
| 打順                       | 守備                       | 選手                       | 打席                       | M・グビザJ・サンドバーグS・バルボニF・ホワイトG・ブレットB・ビアンカラーナL・スミスW・ウィルソンP・シェリダンH・マクレー | 打順                     | 守備                     | 選手                     | 打席                     | D・アレクサンダーE・ウィットW・アップ · ショーD・ガルシアR・マリニクスT・フェルナンデスG・ベルL・モスビーJ・バー · フィールドA・オリバー |
| 1                          | 左                         | L・スミス                  | 右                         | M・グビザJ・サンドバーグS・バルボニF・ホワイトG・ブレットB・ビアンカラーナL・スミスW・ウィルソンP・シェリダンH・マクレー | 1                        | 二                       | D・ガルシア              | 右                       | D・アレクサンダーE・ウィットW・アップ · ショーD・ガルシアR・マリニクスT・フェルナンデスG・ベルL・モスビーJ・バー · フィールドA・オリバー |
| 2                          | 中                         | W・ウィルソン              | 両                         | M・グビザJ・サンドバーグS・バルボニF・ホワイトG・ブレットB・ビアンカラーナL・スミスW・ウィルソンP・シェリダンH・マクレー | 2                        | 中                       | L・モスビー              | 左                       | D・アレクサンダーE・ウィットW・アップ · ショーD・ガルシアR・マリニクスT・フェルナンデスG・ベルL・モスビーJ・バー · フィールドA・オリバー |
| 3                          | 三                         | G・ブレット                | 左                         | M・グビザJ・サンドバーグS・バルボニF・ホワイトG・ブレットB・ビアンカラーナL・スミスW・ウィルソンP・シェリダンH・マクレー | 3                        | 三                       | R・マリニクス            | 左                       | D・アレクサンダーE・ウィットW・アップ · ショーD・ガルシアR・マリニクスT・フェルナンデスG・ベルL・モスビーJ・バー · フィールドA・オリバー |
| 4                          | DH                         | H・マクレー                | 右                         | M・グビザJ・サンドバーグS・バルボニF・ホワイトG・ブレットB・ビアンカラーナL・スミスW・ウィルソンP・シェリダンH・マクレー | 4                        | 一                       | W・アップショー          | 左                       | D・アレクサンダーE・ウィットW・アップ · ショーD・ガルシアR・マリニクスT・フェルナンデスG・ベルL・モスビーJ・バー · フィールドA・オリバー |
| 5                          | 右                         | P・シェリダン              | 左                         | M・グビザJ・サンドバーグS・バルボニF・ホワイトG・ブレットB・ビアンカラーナL・スミスW・ウィルソンP・シェリダンH・マクレー | 5                        | DH                       | A・オリバー              | 左                       | D・アレクサンダーE・ウィットW・アップ · ショーD・ガルシアR・マリニクスT・フェルナンデスG・ベルL・モスビーJ・バー · フィールドA・オリバー |
| 6                          | 一                         | S・バルボニ                | 右                         | M・グビザJ・サンドバーグS・バルボニF・ホワイトG・ブレットB・ビアンカラーナL・スミスW・ウィルソンP・シェリダンH・マクレー | 6                        | 左                       | G・ベル                  | 右                       | D・アレクサンダーE・ウィットW・アップ · ショーD・ガルシアR・マリニクスT・フェルナンデスG・ベルL・モスビーJ・バー · フィールドA・オリバー |
| 7                          | 捕                         | J・サンドバーグ            | 右                         | M・グビザJ・サンドバーグS・バルボニF・ホワイトG・ブレットB・ビアンカラーナL・スミスW・ウィルソンP・シェリダンH・マクレー | 7                        | 捕                       | E・ウィット              | 左                       | D・アレクサンダーE・ウィットW・アップ · ショーD・ガルシアR・マリニクスT・フェルナンデスG・ベルL・モスビーJ・バー · フィールドA・オリバー |
| 8                          | 二                         | F・ホワイト                | 右                         | M・グビザJ・サンドバーグS・バルボニF・ホワイトG・ブレットB・ビアンカラーナL・スミスW・ウィルソンP・シェリダンH・マクレー | 8                        | 右                       | J・バーフィールド        | 右                       | D・アレクサンダーE・ウィットW・アップ · ショーD・ガルシアR・マリニクスT・フェルナンデスG・ベルL・モスビーJ・バー · フィールドA・オリバー |
| 9                          | 遊                         | B・ビアンカラーナ          | 両                         | M・グビザJ・サンドバーグS・バルボニF・ホワイトG・ブレットB・ビアンカラーナL・スミスW・ウィルソンP・シェリダンH・マクレー | 9                        | 遊                       | T・フェルナンデス        | 両                       | D・アレクサンダーE・ウィットW・アップ · ショーD・ガルシアR・マリニクスT・フェルナンデスG・ベルL・モスビーJ・バー · フィールドA・オリバー |
| 先発投手                   | 先発投手                   | 先発投手                   | 投球                       | M・グビザJ・サンドバーグS・バルボニF・ホワイトG・ブレットB・ビアンカラーナL・スミスW・ウィルソンP・シェリダンH・マクレー | 先発投手                 | 先発投手                 | 先発投手                 | 投球                     | D・アレクサンダーE・ウィットW・アップ · ショーD・ガルシアR・マリニクスT・フェルナンデスG・ベルL・モスビーJ・バー · フィールドA・オリバー |
| M・グビザ                  | M・グビザ                  | M・グビザ                  | 右                         | M・グビザJ・サンドバーグS・バルボニF・ホワイトG・ブレットB・ビアンカラーナL・スミスW・ウィルソンP・シェリダンH・マクレー | D・アレクサンダー        | D・アレクサンダー        | D・アレクサンダー        | 右                       | D・アレクサンダーE・ウィットW・アップ · ショーD・ガルシアR・マリニクスT・フェルナンデスG・ベルL・モスビーJ・バー · フィールドA・オリバー |

### 第7戦 10月16日
- エキシビション・スタジアム（カナダ オンタリオ州トロント）

|                            | 1 | 2 | 3 | 4 | 5 | 6 | 7 | 8 | 9 | R | H | E |
| -------------------------- | - | - | - | - | - | - | - | - | - | - | - | - |
| カンザスシティ・ロイヤルズ | 0 | 1 | 0 | 1 | 0 | 4 | 0 | 0 | 0 | 6 | 8 | 0 |
| トロント・ブルージェイズ   | 0 | 0 | 0 | 0 | 1 | 0 | 0 | 0 | 1 | 2 | 8 | 1 |

1. 勝利：チャーリー・リーブラント（1勝2敗）
2. 敗戦：デーブ・スティーブ（1勝1敗）
3. 本塁打
KC：パット・シェリダン2号ソロ
4. 審判
［球審］デーブ・フィリップス
［塁審］一塁: デイル・フォード、二塁: ジム・エバンス、三塁: テッド・ヘンドリー
［外審］左翼: ビック・ボルタジオ、右翼: デリル・カズンズ
5. 試合開始時刻: 東部夏時間（UTC-4）午後8時17分  試合時間: 2時間49分  観客: 3万2084人  気温: 44°F（6.7°C）
詳細: Baseball-Reference.com

| カンザスシティ・ロイヤルズ | カンザスシティ・ロイヤルズ | カンザスシティ・ロイヤルズ | カンザスシティ・ロイヤルズ | カンザスシティ・ロイヤルズ | トロント・ブルージェイズ | トロント・ブルージェイズ | トロント・ブルージェイズ | トロント・ブルージェイズ | トロント・ブルージェイズ |
| -------------------------- | -------------------------- | -------------------------- | -------------------------- | --- | ------------------------ | ------------------------ | ------------------------ | ------------------------ | --- |
| 打順                       | 守備                       | 選手                       | 打席                       | B・セイバーヘイゲンJ・サンドバーグS・バルボニF・ホワイトG・ブレットB・ビアンカラーナL・スミスW・ウィルソンP・シェリダンH・マクレー | 打順                     | 守備                     | 選手                     | 打席                     | D・スティーブE・ウィットW・アップ · ショーD・ガルシアR・マリニクスT・フェルナンデスG・ベルL・モスビーJ・バー · フィールドA・オリバー |
| 1                          | 左                         | L・スミス                  | 右                         | B・セイバーヘイゲンJ・サンドバーグS・バルボニF・ホワイトG・ブレットB・ビアンカラーナL・スミスW・ウィルソンP・シェリダンH・マクレー | 1                        | 二                       | D・ガルシア              | 右                       | D・スティーブE・ウィットW・アップ · ショーD・ガルシアR・マリニクスT・フェルナンデスG・ベルL・モスビーJ・バー · フィールドA・オリバー |
| 2                          | 中                         | W・ウィルソン              | 両                         | B・セイバーヘイゲンJ・サンドバーグS・バルボニF・ホワイトG・ブレットB・ビアンカラーナL・スミスW・ウィルソンP・シェリダンH・マクレー | 2                        | 中                       | L・モスビー              | 左                       | D・スティーブE・ウィットW・アップ · ショーD・ガルシアR・マリニクスT・フェルナンデスG・ベルL・モスビーJ・バー · フィールドA・オリバー |
| 3                          | 三                         | G・ブレット                | 左                         | B・セイバーヘイゲンJ・サンドバーグS・バルボニF・ホワイトG・ブレットB・ビアンカラーナL・スミスW・ウィルソンP・シェリダンH・マクレー | 3                        | 三                       | R・マリニクス            | 左                       | D・スティーブE・ウィットW・アップ · ショーD・ガルシアR・マリニクスT・フェルナンデスG・ベルL・モスビーJ・バー · フィールドA・オリバー |
| 4                          | DH                         | H・マクレー                | 右                         | B・セイバーヘイゲンJ・サンドバーグS・バルボニF・ホワイトG・ブレットB・ビアンカラーナL・スミスW・ウィルソンP・シェリダンH・マクレー | 4                        | 一                       | W・アップショー          | 左                       | D・スティーブE・ウィットW・アップ · ショーD・ガルシアR・マリニクスT・フェルナンデスG・ベルL・モスビーJ・バー · フィールドA・オリバー |
| 5                          | 右                         | P・シェリダン              | 左                         | B・セイバーヘイゲンJ・サンドバーグS・バルボニF・ホワイトG・ブレットB・ビアンカラーナL・スミスW・ウィルソンP・シェリダンH・マクレー | 5                        | DH                       | A・オリバー              | 左                       | D・スティーブE・ウィットW・アップ · ショーD・ガルシアR・マリニクスT・フェルナンデスG・ベルL・モスビーJ・バー · フィールドA・オリバー |
| 6                          | 一                         | S・バルボニ                | 右                         | B・セイバーヘイゲンJ・サンドバーグS・バルボニF・ホワイトG・ブレットB・ビアンカラーナL・スミスW・ウィルソンP・シェリダンH・マクレー | 6                        | 左                       | G・ベル                  | 右                       | D・スティーブE・ウィットW・アップ · ショーD・ガルシアR・マリニクスT・フェルナンデスG・ベルL・モスビーJ・バー · フィールドA・オリバー |
| 7                          | 捕                         | J・サンドバーグ            | 右                         | B・セイバーヘイゲンJ・サンドバーグS・バルボニF・ホワイトG・ブレットB・ビアンカラーナL・スミスW・ウィルソンP・シェリダンH・マクレー | 7                        | 捕                       | E・ウィット              | 左                       | D・スティーブE・ウィットW・アップ · ショーD・ガルシアR・マリニクスT・フェルナンデスG・ベルL・モスビーJ・バー · フィールドA・オリバー |
| 8                          | 二                         | F・ホワイト                | 右                         | B・セイバーヘイゲンJ・サンドバーグS・バルボニF・ホワイトG・ブレットB・ビアンカラーナL・スミスW・ウィルソンP・シェリダンH・マクレー | 8                        | 右                       | J・バーフィールド        | 右                       | D・スティーブE・ウィットW・アップ · ショーD・ガルシアR・マリニクスT・フェルナンデスG・ベルL・モスビーJ・バー · フィールドA・オリバー |
| 9                          | 遊                         | B・ビアンカラーナ          | 両                         | B・セイバーヘイゲンJ・サンドバーグS・バルボニF・ホワイトG・ブレットB・ビアンカラーナL・スミスW・ウィルソンP・シェリダンH・マクレー | 9                        | 遊                       | T・フェルナンデス        | 両                       | D・スティーブE・ウィットW・アップ · ショーD・ガルシアR・マリニクスT・フェルナンデスG・ベルL・モスビーJ・バー · フィールドA・オリバー |
| 先発投手                   | 先発投手                   | 先発投手                   | 投球                       | B・セイバーヘイゲンJ・サンドバーグS・バルボニF・ホワイトG・ブレットB・ビアンカラーナL・スミスW・ウィルソンP・シェリダンH・マクレー | 先発投手                 | 先発投手                 | 先発投手                 | 投球                     | D・スティーブE・ウィットW・アップ · ショーD・ガルシアR・マリニクスT・フェルナンデスG・ベルL・モスビーJ・バー · フィールドA・オリバー |
| B・セイバーヘイゲン        | B・セイバーヘイゲン        | B・セイバーヘイゲン        | 右                         | B・セイバーヘイゲンJ・サンドバーグS・バルボニF・ホワイトG・ブレットB・ビアンカラーナL・スミスW・ウィルソンP・シェリダンH・マクレー | D・スティーブ            | D・スティーブ            | D・スティーブ            | 右                       | D・スティーブE・ウィットW・アップ · ショーD・ガルシアR・マリニクスT・フェルナンデスG・ベルL・モスビーJ・バー · フィールドA・オリバー |

## 評価
『ハードボール・タイムズ』のクリス・ジャフは2011年10月、歴代のポストシーズン各シリーズについて、面白さの数値化を試みた。「1点差試合は3ポイント、1－0の試合ならさらに1ポイント」「サヨナラゲームは10ポイント、サヨナラが本塁打によるものならさらに5ポイント」「7試合制のシリーズが最終戦までもつれれば15ポイント」などというように、試合経過やシリーズの展開が一定の条件を満たすのに応じてポイントを付与することで、主観的ではなく定量的な評価を行った。その結果、その年の両リーグ優勝決定戦まで全262シリーズの平均が45ポイントのところ、今シリーズは108.3ポイントを獲得した。これは全シリーズ中12位、リーグ優勝決定戦に限れば7位の高得点だった。